# Niklas Karlsson (biegacz narciarski)
Niklas Karlsson (ur. 7 maja 1980) – szwedzki biegacz narciarski, zawodnik klubu IFK Mora.

## Kariera
Po raz pierwszy na arenie międzynarodowej Niklas Karlsson pojawił w styczniu 2000 roku mistrzostw świata juniorów w Štrbskim Plesie, gdzie był drugi w sztafecie, zajmując też 12. miejsce w sprincie techniką dowolną oraz 15. miejsce w biegu na 30 km stylem klastycznym.
W Pucharze Świata zadebiutował 17 marca 2001 roku w Falun, zajmując 63. miejsce w biegu na 15 km klasykiem. Pierwsze pucharowe punkty wywalczył jednak dopiero 5 marca 2006 roku w szwedzkiej miejscowości Mora, zajmując 9. miejsce na dystansie 90 km techniką klasyczną. W klasyfikacji generalnej sezonu 2005/2006 zajął ostatecznie 108. miejsce. Był to jedyny sezon, w którym Szwed został sklasyfikowany. Nigdy nie stał na podium indywidualnych zawodów pucharowych, ale 20 marca 2005 roku w Falun wspólnie z kolegami zajął trzecie miejsce w sztafecie.
Nigdy nie startował na mistrzostwach świata ani igrzyskach olimpijskich. W latach 2005–2008 startował także w zawodach FIS Marathon Cup. W zawodach tego cyklu także nie stanął na podium, jego najlepszym wynikiem było siódme miejsce w niemieckim maratonie König-Ludwig-Lauf w 2007 roku. W klasyfikacji generalnej najlepiej wypadł w sezonie 2007/2008, który ukończył na 15. pozycji.

## Osiągnięcia

### Mistrzostwa świata juniorów
| Miejsce | Dzień       | Rok  | Miejscowość         | Konkurencja             | Wynik     | Strata  | Zwycięzca        |
| ------- | ----------- | ---- | ------------------- | ----------------------- | --------- | ------- | ---------------- |
| 12.     | 29 stycznia | 2000 | Szczyrbskie Jezioro | Sprint stylem dowolnym  | ?         | -       | Siergiej Nowikow |
| 2.      | 27 stycznia | 2000 | Szczyrbskie Jezioro | Sztafeta 4x10 km        | 1:46:58,7 | +2:54,6 | Rosja            |
| 15.     | 30 stycznia | 2000 | Szczyrbskie Jezioro | 30 km stylem klasycznym | 1:36:37,5 | +5:04,4 | René Reisshauer  |

### Puchar Świata

#### Miejsca w klasyfikacji generalnej
- 2005/2006: 108.

#### Miejsca na podium w zawodach chronologicznie
Karlsson nigdy nie stał na podium indywidualnych zawodów Pucharu Świata.

### FIS Marathon Cup

#### Miejsca w klasyfikacji generalnej
- sezon 2004/2005: 61.
- sezon 2005/2006: 45.
- sezon 2006/2007: 16.
- sezon 2007/2008: 15.

#### Miejsca na podium
Karlsson nigdy nie stał na podium zawodów FIS Marathon Cup.